# Генеральный комиссар госбезопасности
Генеральный комиссар государственной безопасности — специальное звание начальствующего состава НКВД/НКГБ СССР в 1935—1945.
По статусу соответствовало воинскому званию «Маршал Советского Союза» (официального соответствия не имелось). Предшествующее более низкое звание: Комиссар государственной безопасности 1-го ранга.
Введено Постановлением ЦИК СССР и СНК СССР от 26 ноября 1935 года «Об установлении звания Генеральный комиссар государственной безопасности и присвоении его народному комиссару внутренних дел СССР тов. Ягоде Г. Г.».
Указом Президиума Верховного совета СССР от 9 июля 1945 года звание Генерального комиссара ГБ было упразднено в связи с приравниванием служащих НКГБ СССР к военнослужащим и заменой специальных званий госбезопасности на воинские.

## Присвоение
Это звание имели три сменивших друг друга наркома внутренних дел:
1. Постановлением ЦИК СССР и СНК СССР от 26 ноября 1935 года «Об установлении звания Генеральный комиссар государственной безопасности и присвоении его народному комиссару внутренних дел СССР тов. Ягоде Г. Г.» звание Генеральный комиссар государственной безопасности присвоено: Ягоде Генриху Григорьевичу — народному комиссару внутренних дел СССР;
2. Постановлением ЦИК СССР и СНК СССР от 27 января 1937 года «О присвоении звания Генеральный комиссар государственной безопасности народному комиссару внутренних дел СССР тов. Ежову Н. И.» звание Генеральный комиссар государственной безопасности присвоено: Ежову Николаю Ивановичу — народному комиссару внутренних дел СССР;
3. Указом Президиума Верховного совета СССР от 30 января 1941 года «О присвоении наркому внутренних дел тов. Берия Л. П. звания Генерального комиссара Государственной безопасности» звание Генеральный комиссар государственной безопасности присвоено: Берии Лаврентию Павловичу — народному комиссару внутренних дел СССР (9 июля 1945 года Берии было присвоено звание Маршал Советского Союза).

Все три генеральных комиссара госбезопасности были приговорены к высшей мере наказания и ни один из них не был реабилитирован.

## Знаки различия
Знаки различия в 1935—1937 годах — большая золотистая звезда, окаймлённая красным, синим, зелёным и краповым шитьём с полосой на рукаве гимнастерки или кителя, а также единые для высшего начсостава НКВД петлицы с золотой полосой посередине; в 1936 году на петлицы была добавлена большая звезда. В 1937—1943 годах — большая звезда в петлице (как у Маршала Советского Союза, однако петлица имела цвета органов госбезопасности, красные серп и молот на звезде, и особое шитье — звезда была обрамлена последовательно тонкими алой, синей, зелёной и краповой нитями). В 1943—1945 годах — погоны, аналогичные погонам маршалов Советского Союза, но с зигзагообразным просветом василькового цвета.

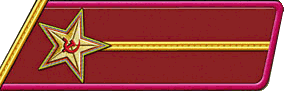
Петлицы (1936)
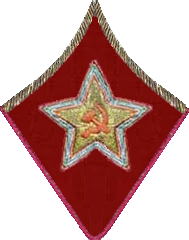
Петлицы (1937-1943)
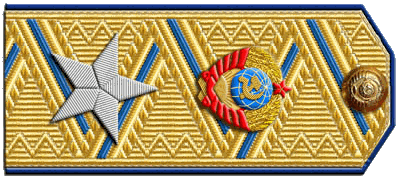
Погоны (1943-1945)